# Vòng loại Giải vô địch bóng đá nữ U-17 Bắc, Trung Mỹ và Caribe 2013
Vòng loại Giải vô địch bóng đá nữ U-17 Bắc, Trung Mỹ và Caribe 2013 diễn ra từ tháng 8 tới tháng 12 năm 2013 nhằm tìm ra các đội tuyển tham dự vòng chung kết tại Jamaica. Ba đội tuyển Canada, Hoa Kỳ và México được đặc cách vào thẳng vòng chung kết.

## Vòng loại Caribe

### Vòng một Caribe

#### Bảng I
Diễn ra tại Puerto Rico từ 5 tới 12 tháng 8 năm 2013. Ban đầu Aruba được phân vào bảng này nhưng bỏ cuộc trước khi các giải diễn ra.
| Đội         | Tr | T | H | B | BT | BB | HS | Đ |
| ----------- | -- | - | - | - | -- | -- | -- | - |
| Puerto Rico | 2  | 2 | 0 | 0 | 5  | 2  | +3 | 6 |
| Bermuda     | 2  | 1 | 0 | 1 | 5  | 4  | +1 | 3 |
| Bahamas     | 2  | 0 | 0 | 2 | 3  | 7  | –4 | 0 |

|             |     |         |  |
| Bermuda     | 4–2 | Bahamas |  |
|             |     |         |  |
| Puerto Rico | 3–1 | Bahamas |  |
|             |     |         |  |
| Puerto Rico | 2–1 | Bermuda |  |

#### Bảng II
Diễn ra tại Trinidad và Tobago từ 12 tới 19 tháng 8 năm 2013.
| Đội                      | Tr | T | H | B | BT | BB | HS  | Đ |
| ------------------------ | -- | - | - | - | -- | -- | --- | - |
| Trinidad và Tobago       | 3  | 3 | 0 | 0 | 24 | 1  | +23 | 9 |
| Quần đảo Virgin thuộc Mỹ | 3  | 1 | 1 | 1 | 5  | 13 | –13 | 4 |
| Antigua và Barbuda       | 3  | 0 | 2 | 1 | 1  | 4  | –3  | 2 |
| Saint Kitts và Nevis     | 3  | 0 | 1 | 2 | 0  | 12 | –12 | 1 |

|                          |      |                      |  |
| Saint Kitts và Nevis     | 0–7  | Trinidad và Tobago   |  |
|                          |      |                      |  |
| Quần đảo Virgin thuộc Mỹ | 0–0  | Antigua và Barbuda   |  |
|                          |      |                      |  |
| Trinidad và Tobago       | 4–1  | Antigua và Barbuda   |  |
|                          |      |                      |  |
| Quần đảo Virgin thuộc Mỹ | 5–0  | Saint Kitts và Nevis |  |
|                          |      |                      |  |
| Antigua và Barbuda       | 0–0  | Saint Kitts và Nevis |  |
|                          |      |                      |  |
| Quần đảo Virgin thuộc Mỹ | 0–13 | Trinidad và Tobago   |  |

#### Bảng III
Diễn ra tại Cộng hòa Dominica từ 19 tới 26 tháng 8 năm 2013.
| Đội               | Tr | T | H | B | BT | BB | HS  | Đ |
| ----------------- | -- | - | - | - | -- | -- | --- | - |
| Haiti             | 3  | 3 | 0 | 0 | 36 | 1  | +35 | 9 |
| Cộng hòa Dominica | 3  | 2 | 0 | 1 | 24 | 6  | +18 | 6 |
| Grenada           | 3  | 1 | 0 | 3 | 4  | 16 | –12 | 3 |
| Guyana            | 3  | 0 | 0 | 3 | 0  | 40 | –40 | 0 |

|                   |      |         |  |
| Haiti             | 19–0 | Guyana  |  |
|                   |      |         |  |
| Cộng hòa Dominica | 6–0  | Grenada |  |
|                   |      |         |  |
| Grenada           | 0–10 | Haiti   |  |
|                   |      |         |  |
| Cộng hòa Dominica | 17–0 | Guyana  |  |
|                   |      |         |  |
| Cộng hòa Dominica | 1–6  | Haiti   |  |
|                   |      |         |  |
| Grenada           | 4–0  | Guyana  |  |

### Vòng hai Caribe
Diễn ra từ 20 tới 29 tháng 9 năm 2013 tại Port-au-Prince, Haiti. Ba đội đứng đầu bảng lọt vào vòng chung kết.

#### Bảng A
| Đội                      | Tr | T | H | B | BT | BB | HS  | Đ |
| ------------------------ | -- | - | - | - | -- | -- | --- | - |
| Puerto Rico              | 3  | 3 | 0 | 0 | 14 | 0  | +14 | 9 |
| Haiti                    | 3  | 2 | 0 | 1 | 28 | 2  | +26 | 6 |
| Antigua và Barbuda       | 3  | 1 | 0 | 2 | 3  | 11 | –8  | 3 |
| Quần đảo Virgin thuộc Mỹ | 3  | 0 | 0 | 3 | 0  | 32 | –32 | 0 |

|                    |      |                          |  |
| Haiti              | 6–0  | Antigua và Barbuda       |  |
|                    |      |                          |  |
| Puerto Rico        | 7–0  | Quần đảo Virgin thuộc Mỹ |  |
|                    |      |                          |  |
| Haiti              | 22–0 | Quần đảo Virgin thuộc Mỹ |  |
|                    |      |                          |  |
| Puerto Rico        | 5–0  | Antigua và Barbuda       |  |
|                    |      |                          |  |
| Antigua và Barbuda | 3–0  | Quần đảo Virgin thuộc Mỹ |  |
|                    |      |                          |  |
| Haiti              | 0–2  | Puerto Rico              |  |

#### Bảng B
| Đội                | Tr | T | H | B | BT | BB | HS  | Đ |
| ------------------ | -- | - | - | - | -- | -- | --- | - |
| Bermuda            | 3  | 3 | 0 | 0 | 6  | 1  | +5  | 9 |
| Trinidad và Tobago | 3  | 2 | 0 | 1 | 15 | 2  | +13 | 6 |
| Cộng hòa Dominica  | 3  | 0 | 1 | 2 | 3  | 9  | –6  | 1 |
| Grenada            | 3  | 0 | 1 | 2 | 1  | 13 | –12 | 1 |

|                    |      |                    |  |
| Trinidad và Tobago | 10–0 | Grenada            |  |
|                    |      |                    |  |
| Bermuda            | 3–1  | Cộng hòa Dominica  |  |
|                    |      |                    |  |
| Grenada            | 1–1  | Cộng hòa Dominica  |  |
|                    |      |                    |  |
| Bermuda            | 1–0  | Trinidad và Tobago |  |
|                    |      |                    |  |
| Bermuda            | 2–0  | Grenada            |  |
|                    |      |                    |  |
| Trinidad và Tobago | 5–1  | Cộng hòa Dominica  |  |

### Vòng đấu loại trực tiếp
|  | Bán kết            | Bán kết |                    |   | Chung kết | Chung kết |
|  |                    |         |                    |   |           |           |
|  |                    |         |                    |   |           |           |
|  |                    |         |                    |   |           |           |
|  | Puerto Rico        | 1       |                    |   |           |           |
|  | Puerto Rico        | 1       |                    |   |           |           |
|  | Trinidad và Tobago | 4       |                    |   |           |           |
|  | Trinidad và Tobago | 4       | Trinidad và Tobago | 1 |           |           |
|  |                    |         | Trinidad và Tobago | 1 |           |           |
|  |                    | Haiti   | 0                  |   |           |           |
|  | Bermuda            | Haiti   | 0                  | 0 |           |           |
|  | Bermuda            |         |                    | 0 |           |           |
|  | Haiti              | 4       |                    |   |           |           |
|  | Haiti              | 4       | Tranh hạng ba      |   |           |           |
|  |                    |         |                    |   |           |           |
|  |                    |         |                    |   |           |           |
|  |                    |         |                    |   |           |           |
|  | Puerto Rico        | 2       |                    |   |           |           |
|  | Puerto Rico        | 2       |                    |   |           |           |
|  | Bermuda            | 0       |                    |   |           |           |

## Vòng loại Trung Mỹ
Bốn đội được chia thành hai cặp. El Salvador và Guatemala lọt vào vòng chung kết.
| Đội 1       | TTS  | Đội 2     | Lượt đi | Lượt về |
| ----------- | ---- | --------- | ------- | ------- |
| El Salvador | 4–3  | Nicaragua | 3–1     | 1–2     |
| Guatemala   | 15–0 | Belize    | 8–0     | 7–0     |